# Усть-Каменский сельсовет
Усть-Каменский сельсовет — сельское поселение в Тогучинском районе Новосибирской области Российской Федерации.
Административный центр — село Усть-Каменка.

## История
Статус и границы сельского поселения установлены Законом Новосибирской области от 2 июня 2004 года № 200-ОЗ «О статусе и границах муниципальных образований Новосибирской области».

## Население
| 2002 | 2010  | 2012  | 2013  | 2014  | 2015  | 2016  |
| ---- | ----- | ----- | ----- | ----- | ----- | ----- |
| 1271 | ↘1086 | ↘1044 | ↗1049 | ↗1074 | ↘1043 | ↘1020 |
| 2017 | 2018  | 2019  | 2020  | 2021  |       |       |
| ↘984 | ↘971  | ↗990  | ↘973  | ↘962  |       |       |

## Состав сельского поселения
| № | Населённый пункт | Тип населённого пункта       | Население |
| - | ---------------- | ---------------------------- | --------- |
| 1 | Аплаксино        | деревня                      | ↘134      |
| 2 | Налетиха         | деревня                      | ↘107      |
| 3 | Пермский         | посёлок                      | ↘68       |
| 4 | Семеновский      | посёлок                      | ↘54       |
| 5 | Усть-Каменка     | село, административный центр | ↘723      |